# المدينة الرياضية ببورسعيد
المدينة الرياضية ببورسعيد هي منشأة رياضية في حي الضواحي بمدينة بورسعيد في مصر، تبلغ مساحتها 76 ألف متر مربع وتضم العديد من الملاعب والصالات متعددة الاستخدامات، وقد افتتحت في يناير 2018 بتكلفة 356 مليون جنيه.
تشتمل المدينة الرياضية على حمام سباحة أوليمبي، وحمام سباحة تدريبي، وصالة مغطاة، وملعب هوكي، ومبنى خدمات لملاعب الهوكي وكرة القدم، ومجمع للإسكواش، و5 ملاعب خماسية لكرة القدم، وملعبين للتنس الأرضي، وملعبين متعددي الأغراض، و6 ساحات نزال للألعاب القتالية، بالإضافة إلى ملعب كرة قدم قانوني، ومبنى اجتماعي ومنطقة لألعاب الأطفال.<ref>محمد عزام (31 يناير 2018). "تعرف على نشاطات المدينة الرياضية ببورسعيد". اليوم السابع. مؤرشف من الأصل في 2018-06-24. اطلع عليه بتاريخ 2018-06-24.